# Бобульський Антоній Андрійович
Антоній Андрійович Бобульський (5 серпня 1877 Краків, Австрійська імперія — осінь 1951, Ужгород) — карпаторусинський письменник, драматург і видавник. Свої твори писав переважно карпаторусинською та російською мовами.

## Біографія
Народився у Кракові, гімназию закінчив у Перемишлі. Переїхав до Ужгороду и в 1896—1907 рр. працював у друкарні Єґера, яка з 1907 р. перейшла у власність Юлія Фелдешія. 1918 р. розпочав активну журналістську, видавницьку та письменницьку чинность. Спочатку видавав «Карпаторусскій вѣстникъ», партійний орган Підкарпатської землеробської спілки, але випустив лише три числа. Відновив видання газет у 1920—1924 рр. 1924 р. опублікував гумористичний роман про вояка-саботера Давида Шрапнеля з илюстраціями Йосипа Бокшая; у романі відчувався певний вплив «Швейка» Ярослава Гашека. У 1930-х роках був директором друкарні Юлія Фелдешія і активно видавав дешеві літературні видання для населення: детективи, гумор, п'єси (більшою частиною одноактові) для сільських театрів, календарі. Того часу входив до найпопулярніших авторів Підкарпаття. Помер в Ужгороді у злиднях.

### Твори карпаторусинською
П'єси
- Уйко изъ Америки, весела игра въ 3-хъ дѣйств., изд. Подк. Земл. Союза, Ужгородъ, 1922, стр. 48; ІІ-ое изд. 1937.
- Кандидатъ, весела игра въ 1 дѣйствіи, изд. Подк. Земл. Союза, Ужгородъ, 1923, стр. 16.
- Чіи долляры? Весела игра въ 1 дѣйств., изд. Подк. Земл. Союза, Ужгородъ, 1925, стр. 28.
- Нѣмая невѣста, пьеса въ 1 д, изд. О-ва Духновича, Ужгородъ, 1932, стр. 24.
- Держися даннаго слова, весела игра въ 1 д., изд. Подк. Земл. Союза, Ужгородъ, 1925, стр. 16.
- Въ святый вечеръ, пьеса въ 2-хъ д., изд. О-ва Духновича, Ужгородъ, 1930, стр. 24.
- Верховинская кровь, пьеса въ 3-хъ д., изд. О-ва Духновича, Ужгородъ 1929, стр. 48.
- Пастырская игра, въ 1 д., изд. О-ва Духновича, Ужгородъ, 1930, стр. 8.
- Мессія, пьеса въ 3-хъ д., изд. О-ва Духновича, Ужгородъ, 1930, стр. 32.
- Царевичъ Альфонсъ, пьеса въ 5 д., изд. О-ва Духновича, Ужгородъ, 1932, стр. 32.

Оповідання

У серії «Дешева библіотека» Антоній Бобульский на запит власника видавництва Юлія Фелдешія написав 20 оповідань. 
|  | Оддавна уже чую, як наш народ скаржить ся, же не мать што читати. Довго ем гадав над тым и напослѣд то выдумав, же чимскорше треба им дашто такое выпечатати. Мое рѣшѣня ознаймив ем едному з моих писателей, котрый нараз взяв ся до дѣла и под именем Дѣдо Микула написав Дешеву библиотеку, котра дотеперь мать 20 выпускы, каждый з них мать по 32 стороны и коштуе 30 филлеры. |

1. Немилосердная царевна Ксенья
2. Вѣдьма или проклятая дѣвушка
3. Тайная крыпта
4. Паршивка
5. Сын Люцифера
6. Спаситель села
7. Чорна рука
8. Иоанн Витязь
9. Чортовскій мост
10. Ицик Барух
11. Два неприятели
12. Ужасный сон
13. Хата в лѣсѣ
14. Людоѣд
15. Блудящій Голландец
16. Кораблекрушеніе
17. Али Баба
18. Страшилище села
19. Искры
20. Таинства магии

Фольклорні записи
Окремим пунктом в творчості А. Бобульського стоять фольклорні записи.
- Русска свадьба или рѣчи для сватовъ (старостовъ) и дружбовъ и свадебны пѣснѣ. Собралъ Антоній Бобульскій. (Дешева библіотека. Число 22) Цѣна 5 кор. Ужгородъ. Книгопечатня Юлія Фелдешія. 1926.
- Пѣснѣ надгробныя съ парастасомъ. Собралъ Антоній Бобульскій. Второе изданіе. Ужгородъ. Изданіе Юлія Фелдешія. 1926. (Выдано старославянсков азбуков).

### Твори російською
- Русская свадьба (рѣчь дружбов)
- Военныя события Давида Шрапнеля и Ивана Пѣвчука
- Сонник или толкование снов
- Сирота Миша (роман)